# Iosactiidae
Iosactiidae is een familie uit de orde van de zeeanemonen (Actiniaria). De familie is voor het eerst wetenschappelijk beschreven door Riemann-Zürneck in 1997. De familie is monotypisch en wordt vertegenwoordigd door één soort.